# 中河北路駅
中河北路駅（ちゅうかほくろえき）は、中華人民共和国浙江省杭州市拱墅区鳳起路と中河北路交差点に位置する杭州地下鉄2号線の駅である。

## 歴史
- 2017年7月3日：開業[1]。

## 駅構造
島式ホーム1面2線を有する地下駅。

### のりば
| 番線       | 路線    | 行先     |
| ---------- | ------- | -------- |
| 東・南方面 | ■ 2号線 | 朝陽方面 |
| 西・北方面 | ■ 2号線 | 良渚方面 |

（出典：杭州地下鉄：中河北路站站内空间示意图 （中国語））

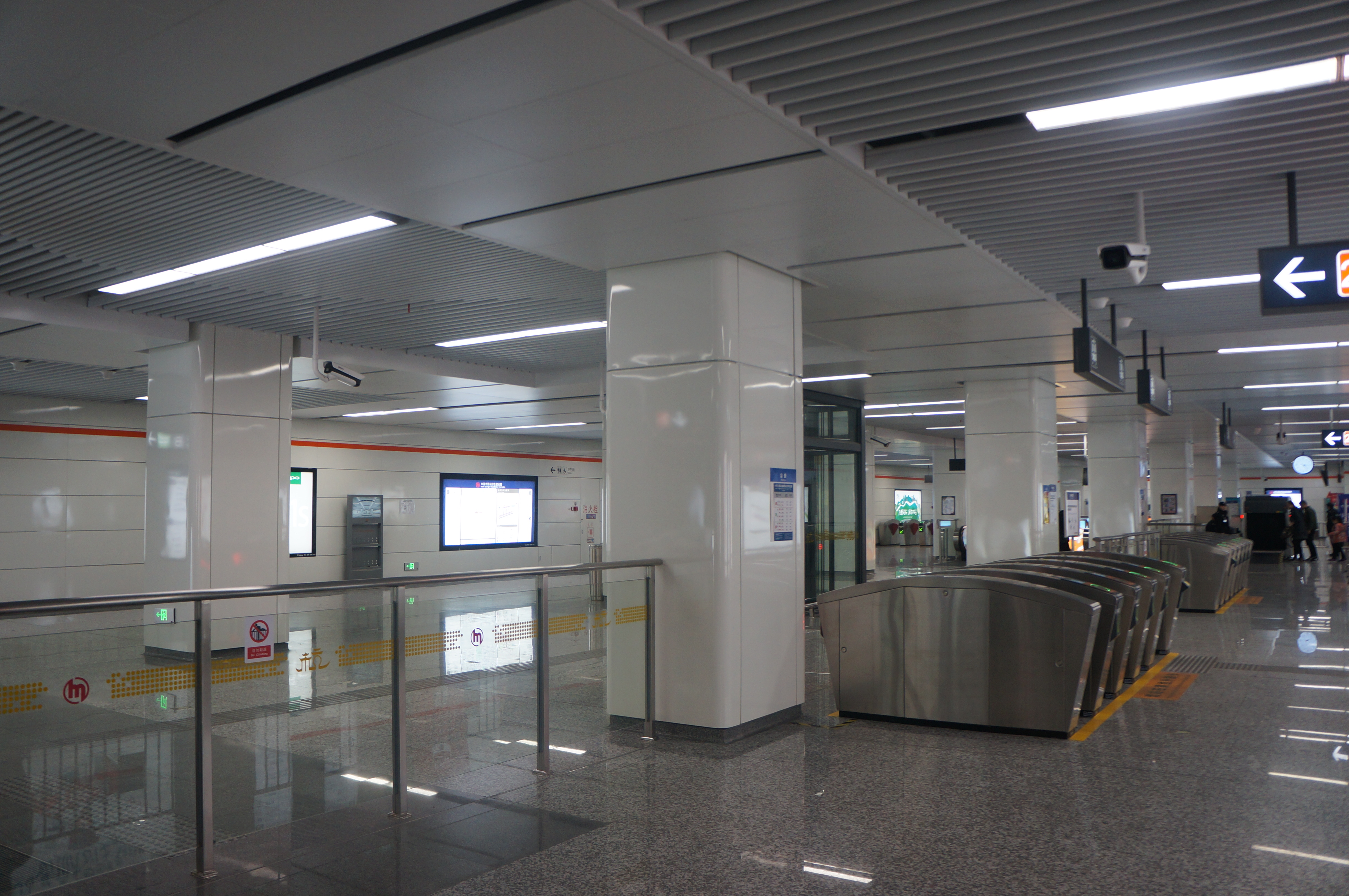
コンコース
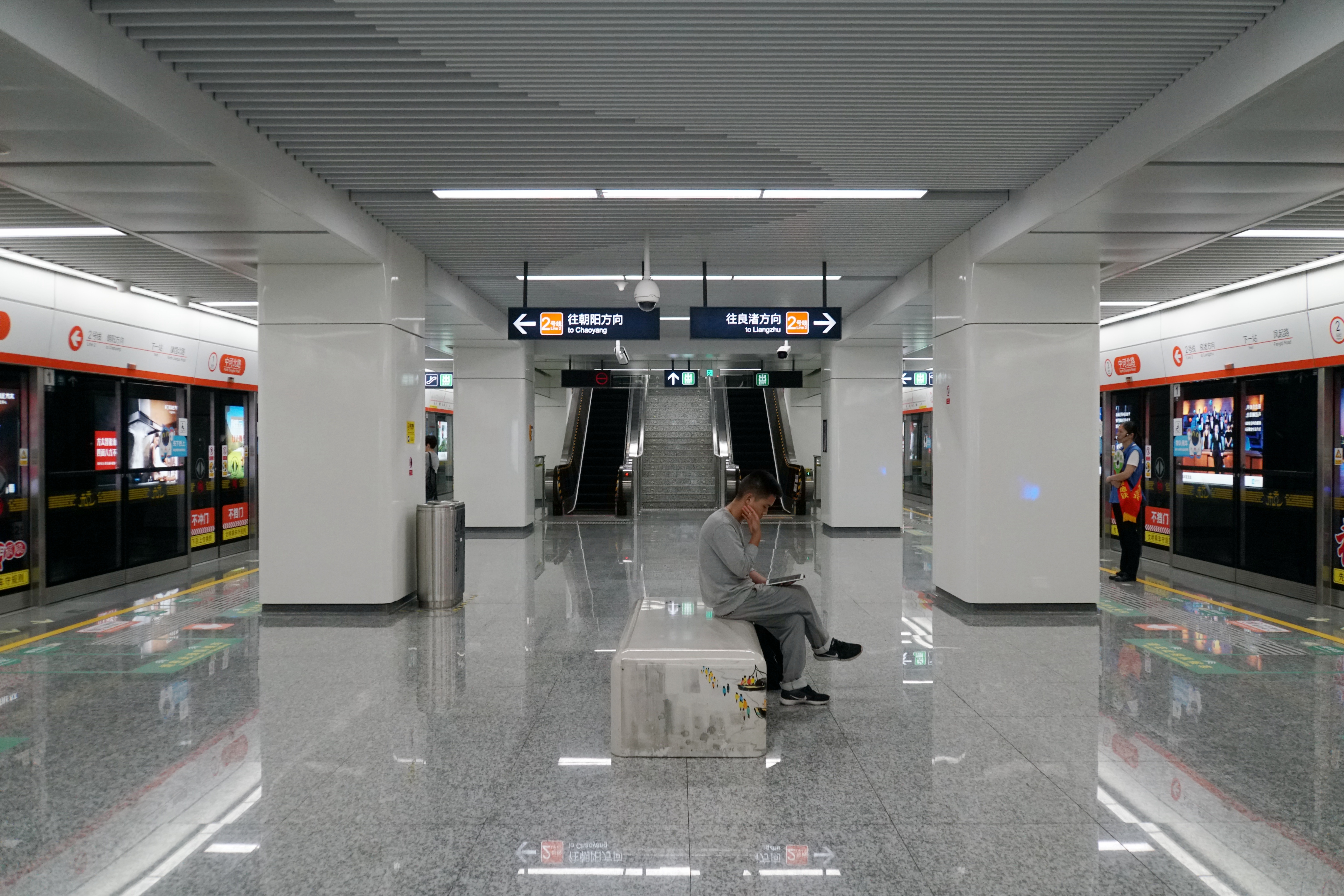
ホーム
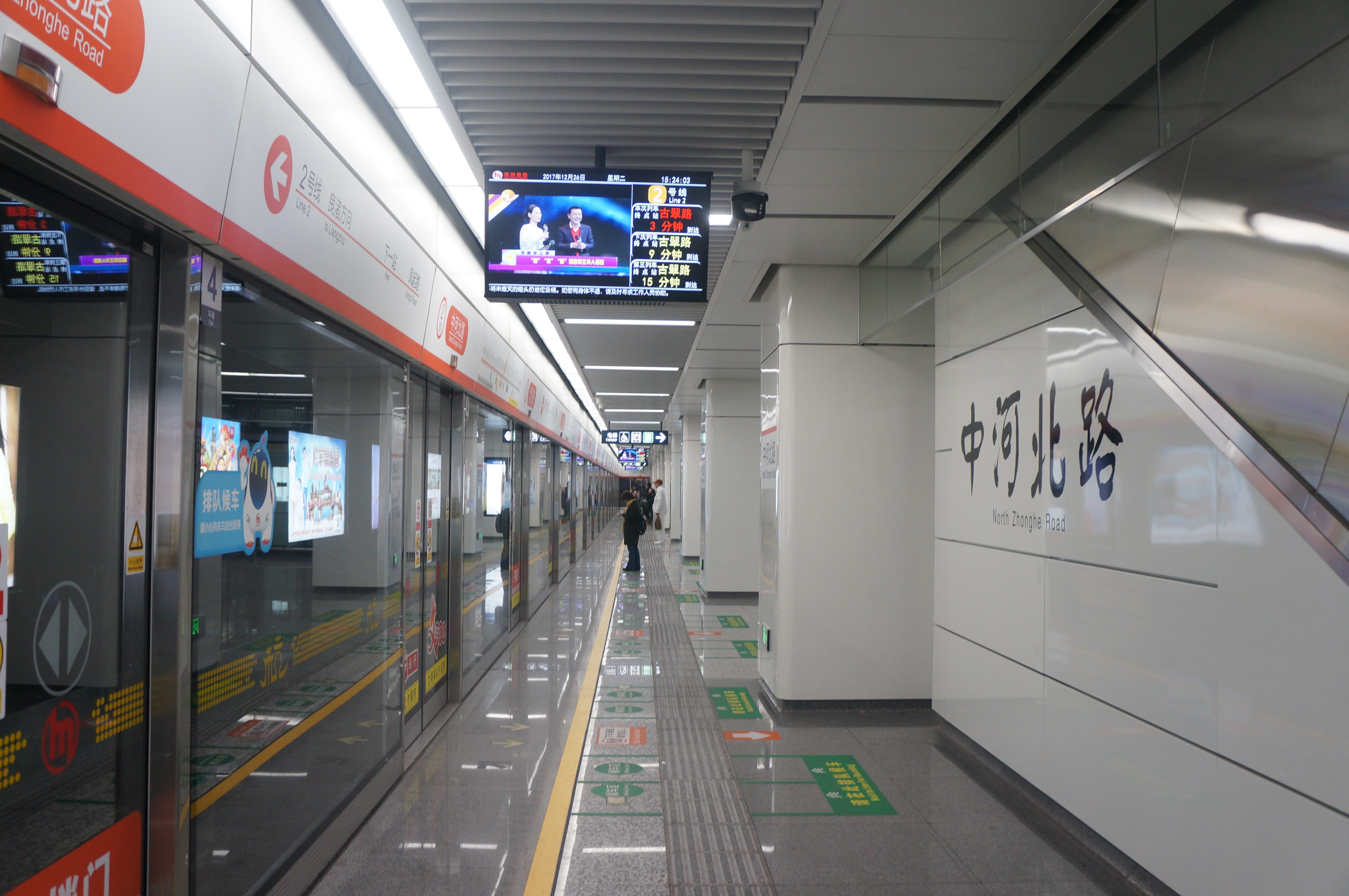
ホーム

## 駅周辺
- 浙江省杭州高級中学（中国語版）
- 中国シルク城（中国語版）
- 十五家園
- 三華園
- 貢院（中国語版）
- 意盛花苑
- 中銀ビル
- 浙江民航ビル
- 清遠里
- 舟山ビル
- 浙報レジデンス

## 隣の駅
杭州地下鉄
■ 2号線
建国北路駅 - 中河北路駅 - 鳳起路駅